# ブンブンバンバン
『こどもワイドショー ブンブンバンバン』はNET系列局で放送した名古屋テレビの子供向け番組。制作局の名古屋テレビは1973年4月9日から1975年3月28日まで放送。

## 概要
月曜 - 金曜の帯番組で、日本テレビの『おはよう!こどもショー』とフジテレビの『ママとあそぼう!ピンポンパン』に対抗する形で開始した。日本テレビ系列を離脱した同局は『おはよう!こどもショー』に代わる朝の新たなソフトの確保と『11PM』土曜版（土曜イレブン）の制作を担当していたスタッフの配置転換を目的に当番組を制作した。
マスコット キャラクターは蜂のぬいぐるみの「ブンブン」と熊のぬいぐるみの「バンバン」を番組に登場させた。コーナードラマに人形劇があり、この人形劇のうち『地下鉄のドジ』は後に、単独番組として独立した。『仮面ライダーX』『仮面ライダーアマゾン』『イナズマン』『がんばれ!! ロボコン』他、NET系の子供向け番組の人気キャラクターを登場させて、視聴率の獲得に努めたが番組は2年で終了した。視聴率競争に苦戦していたのもあるが「在名局が平日帯で全国向けの生放送番組を制作するのに限界があった」為だと名古屋テレビ社史に記している。
1975年3月31日からは当番組のリニューアル版『ブンバンちびっ子大作戦』が制作局の名古屋テレビのローカル番組として放送（月曜 - 金曜 7時15分 - 8時00分、16時30分 - 17時40分の1日 2回放送）。これまでは主に幼児向けだった番組の対象年齢を小学生程度にまで引き上げ、それに応じた視聴者参加型コーナーを設けるなどしたが、これも1年で終了した。

## 出演者

### 司会
- うえだ峻（開始 - 1974年4月）
- 山本コウタロー（1974年5月 - 7月）
- 沼田爆（1974年7月 - 終了まで）

### ブンブン・バンバン役
2人はブンブン・バンバンそれぞれの声を担当していたほか、実際に着ぐるみの中に入っての演技も行っていた。
- 鳴瀬仁子 - ブンブン役
- 倉本進 - バンバン役

### その他の主な出演者
- 吉見佑子（アシスタント）
- 瞳順子（アシスタント）
- 長谷川智子（アシスタント）
- ゴールデンハーフ
- 阿部進
- 水沢アキ
- アン・ルイス
- 木乃実光
- マイク眞木
- 小林美樹
- ヤング・フレッシュ - 「東映ヤングフレッシュ」という名義で出演していた回もあり。番組出演時は若い女性3、4人による編成を取っていた。
- 杉田かおる - セミレギュラー的な存在。番組内で複数回、自身の持ち歌の「しゅくだい」と「雨だれピンポン」を披露した。

## スタッフ
- 井上文子（人形劇パペット製作）

## 人形劇
- シンデレラ5 （ファイブ）
- 地下鉄のドジ（出演 - 人形劇・トロッコ、声 - 丸山裕子、ほか）

## コーナー
- こどもの街
- なんでも博士（メタモルマシーン → メタモルマシーン・マークIII）
- こどもオリンピック
- ほんものにせもの
- このほか、ゲストで歌手が1組登場して歌を披露したり、子供たちからの質問に答えたりするコーナーもあった。

## 番組オリジナルソング
- ぼくの三輪車
- リトルサッカー
- 秘密のチョロット君（歌 - ヤング・フレッシュ）
- バン・ヤン・ヤン
- ブンバン怪人の歌

## 放送局
放送系列は当時のもの。
| 放送対象地域 | 放送局           | 系列                   | 放送日時 | 備考   |
| ------------ | ---------------- | ---------------------- | --- | ------ |
| 中京広域圏   | 名古屋放送       | NET系列                | 月曜 - 金曜 7:40 - 8:25 （1973年4月9日 - 1974年3月28日） 月曜 - 金曜 7:20 - 8:00 （1974年4月1日 - 1974年9月27日） 月曜 - 金曜 7:05 - 7:45 （1974年9月30日 - 1975年3月28日） | 製作局 |
| 関東広域圏   | NETテレビ        | NET系列                | 月曜 - 金曜 7:40 - 8:25 （1973年4月9日 - 1974年3月28日） 月曜 - 金曜 7:20 - 8:00 （1974年4月1日 - 1974年9月27日） 月曜 - 金曜 7:05 - 7:45 （1974年9月30日 - 1975年3月28日） |        |
| 近畿広域圏   | 毎日放送         | NET系列                | 月曜 - 金曜 16:05 - 17:00 （放送開始当初） 月曜 - 金曜 7:20 - 8:00 （自社製作番組『おはよう4チャンネル』打ち切り後）                                                        |        |
| 北海道       | 北海道テレビ     | NET系列                | 月曜 - 金曜 7:50 - 8:30 |        |
| 広島県       | 広島ホームテレビ | NET系列                | 月曜 - 金曜 7:20 - 8:00 |        |
| 香川県       | 瀬戸内海放送     | NET系列                | |        |
| 福岡県       | 九州朝日放送     | NET系列                | |        |
| 福島県       | 福島中央テレビ   | 日本テレビ系列 NET系列 | 月曜 - 金曜 16:05 - 17:00 （1973年4月2日 - 1974年3月29日） 月曜 - 金曜 16:05 - 16:45 （1974年4月1日 - 1974年6月28日）                                                       |        |
| 静岡県       | テレビ静岡       | フジテレビ系列         | 月曜 - 金曜 7:20 - 8:00 |        |
| 宮城県       | 東北放送         | TBS系列                | 土曜 7:20 - 8:05（1973年10月 - 1974年3月） 土曜 7:20 - 8:00（1974年4月より）                                                                                                |        |